# نيو برونزويك (نيو جيرسي)
نيو برونزويك (بالإنجليزية: New Brunswick)‏ هي مدينة في مقاطعة ميدلسكس في ولاية نيو جيرسي في الولايات المتحدة. وهي مقر مقاطعة ميدلسكس. وفيها مقر جامعة روتجرز. ويقع في المدينة خط السكك الحديدية شمال شرق الممر، بطول 43 كم (27 ميلاً) جنوب غرب مانهاتن، على الضفة الجنوبية لنهر راريتان. يبلغ عدد سكانها 55,181 نسمة وذلك حسب إحصائيات سنة 2010. تبلغ مساحتها 14.995 كم². يقع في المدينة مقر ومرافق الإنتاج لعدة شركات أدوية عالمية في المدينة، منها شركة جونسون آند جونسون وبريستول مايرز سكويب.

## الجغرافيا
وفقا لمكتب التعداد بالولايات المتحدة، تبلُغ المساحة الإجمالية للمدينة 14.995 كم² (5.789 ميل مربع)، بما في ذلك 13.539 كم² من الأراضي 1.456 كم² من الماء بنسبة (9.71٪).

## توأمة
لنيو برونزويك (نيو جيرسي) اتفاقيات توأمة مع كل من:
- دبرتسن
- فوكوي
- تسوروكا
- ليمريك

## معرض صور

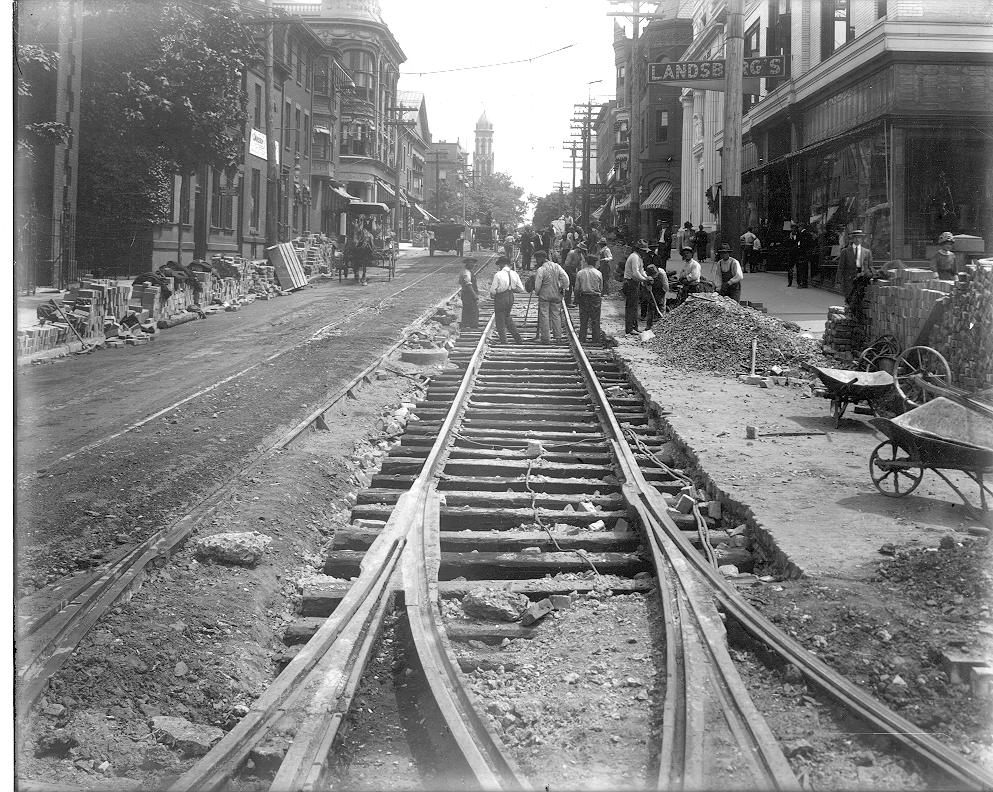
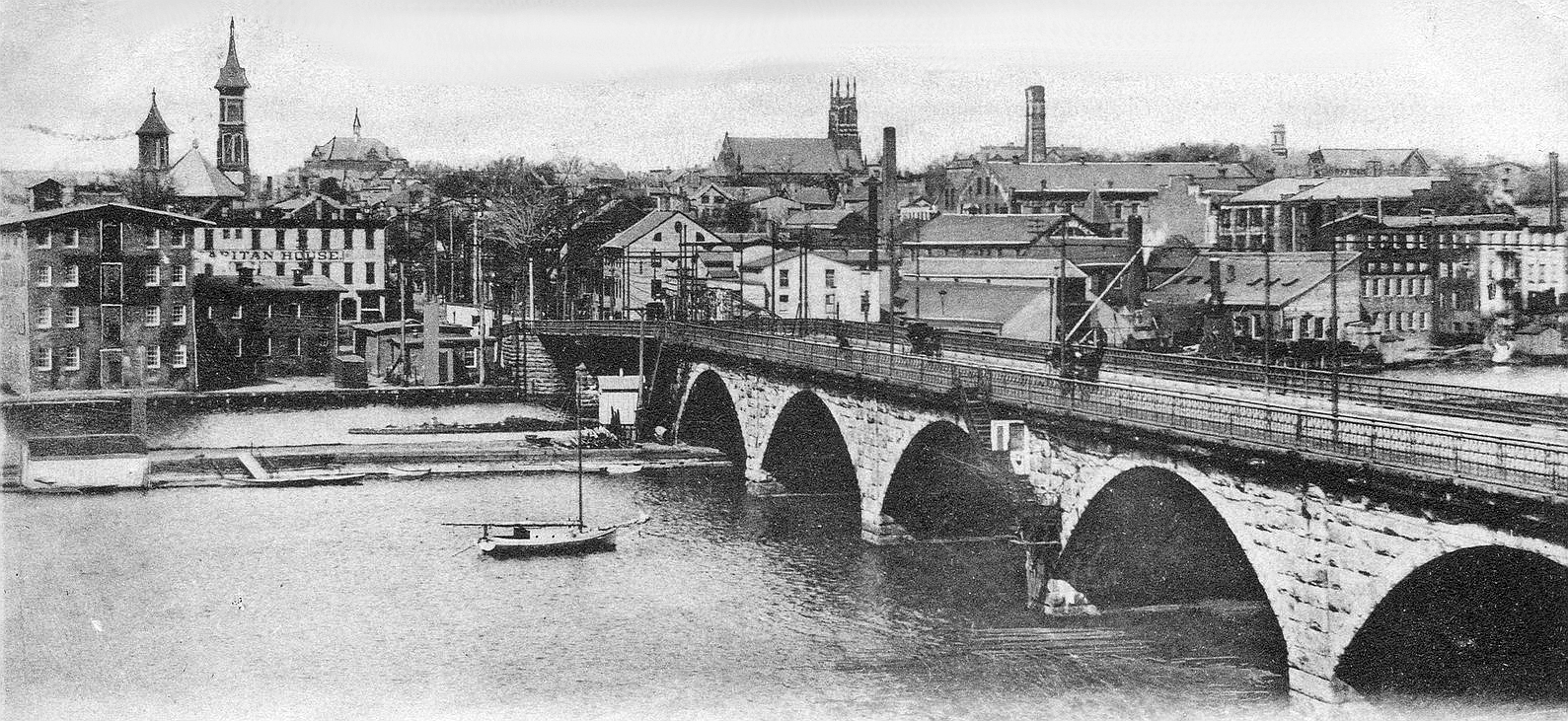
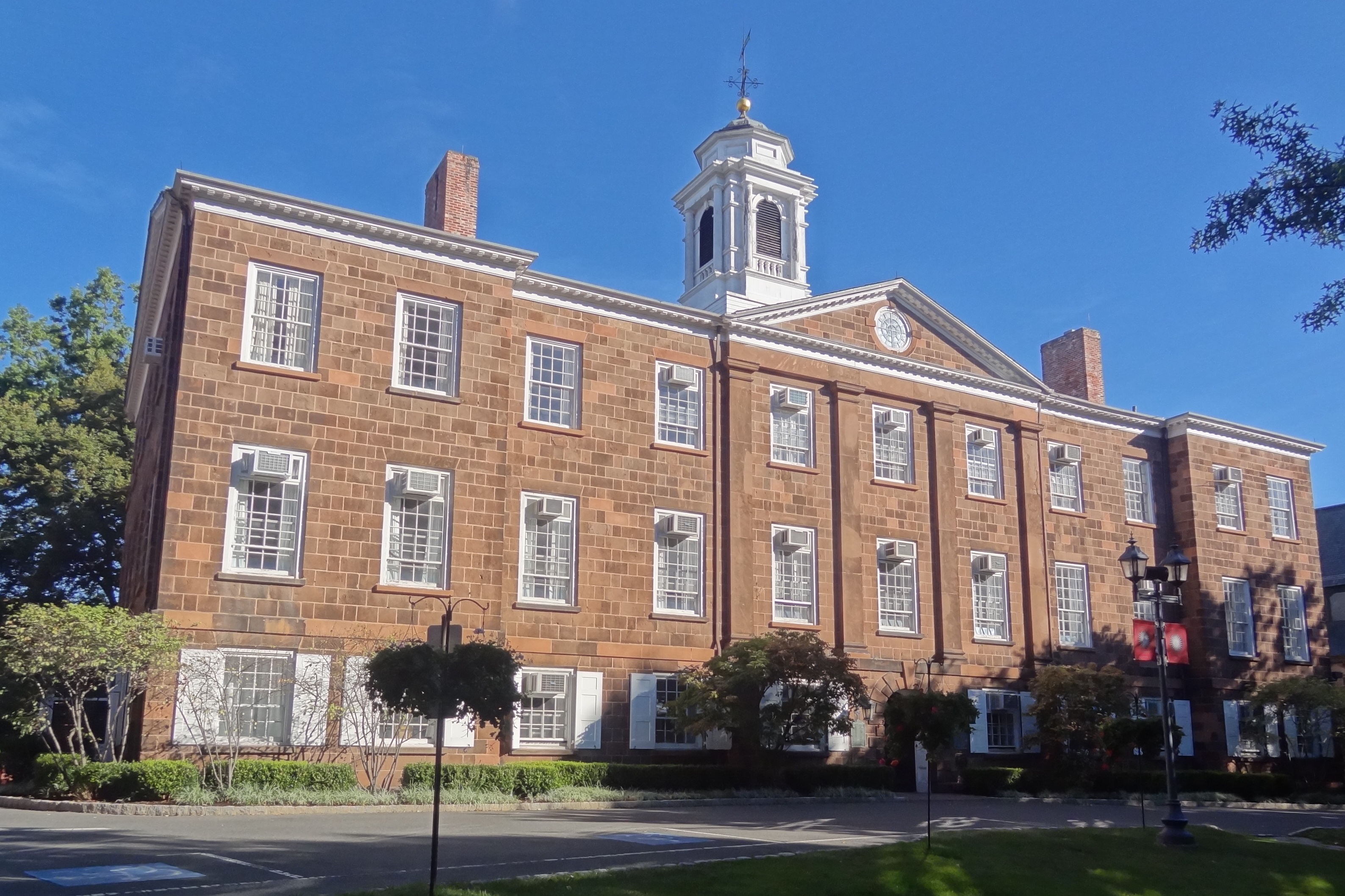

## أعلام
- مايكل دوغلاس
- بول ويزلي
- آلان غوث
- برايس جونسون
- إسرائيل غيلفاند

## وصلات خارجية
- الموقع الإلكتروني